# Colin Piquette
 (mai 2015).
Si vous disposez d'ouvrages ou d'articles de référence ou si vous connaissez des sites web de qualité traitant du thème abordé ici, merci de compléter l'article en donnant les références utiles à sa vérifiabilité et en les liant à la section « Notes et références ».
Colin Piquette (né en 1969 ou 1970) est un homme politique canadien, il est élu à l'Assemblée législative de l'Alberta lors de l'élection provinciale de 2015. Il représente la circonscription d'Athabasca-Sturgeon-Redwater en tant qu'un membre du Nouveau Parti démocratique de l'Alberta. Il est le fils d'un ancien député provincial Léo Piquette.